# Chorvatská liga ledního hokeje 2000/2001
Chorvatská liga ledního hokeje 2000/2001 byla desátou sezónou Chorvatské hokejové ligy v Chorvatsku, které se zúčastnily celkem 4 týmy. Ze soutěže se nesestupovalo.

## Systém soutěže
V základní části každé družstvo odehrálo 12 zápasů (2x venku a 2x doma). Všechny týmy po skončení základní části postoupily do playoff. Semifinále a finále se hrálo na 2 vítězná utkání, poražené týmy v semifinále hrály o třetí místo na tři vítězná utkání. Postupující do finále hráli taktéž na tři vítězná utkání.

## Základní část
| Vysvětlivka            |
| ---------------------- |
| Postupující do playoff |

| Poř. | Tým                | Z  | V  | R | P  | VG  | OG  | B  |
| ---- | ------------------ | -- | -- | - | -- | --- | --- | -- |
| 1.   | KHL Medveščak      | 12 | 11 | 0 | 1  | 120 | 28  | 22 |
| 2.   | KHL Zagreb         | 12 | 9  | 0 | 3  | 129 | 38  | 18 |
| 3.   | KHL Mladost Zagreb | 12 | 4  | 0 | 8  | 62  | 101 | 8  |
| 4.   | HK INA Sisak       | 12 | 0  | 0 | 12 | 33  | 177 | 0  |

## Playoff

### Pavouk
|  | Semifinále | Semifinále         | Semifinále |  |  | Finále | Finále        | Finále |
|  |            |                    |            |  |  |        |               |        |
|  | 1          | KHL Medveščak      | 2          |  |  |        |               |        |
|  | 4          | HK INA Sisak       | 0          |  |  |        |               |        |
|  |            |                    |            |  |  | 1      | KHL Medveščak | 3      |
|  |            |                    |            |  |  | 2      | KHL Zagreb    | 0      |
|  | 2          | KHL Zagreb         | 2          |  |  |        |               |        |
|  | 3          | KHL Mladost Zagreb | 0          |  |  |        |               |        |

### Semifinále
- KHL Medveščak – HK INA Sisak 2:0 (23:2,22:3)
- KHL Zagreb – KHL Mladost Zagreb 2:0 (8:3,5:2)

### O třetí místo
- KHL Mladost Zagreb – HK INA Sisak 3:0 (9:3,0:8,8:6)

### Finále
- KHL Medveščak – KHL Zagreb 3:0 (6:5 Sn.,4:2,6:1)